# Dieter Thomas Heck
Pour les articles homonymes, voir Heck.
Dieter Thomas Heck est un producteur, chanteur et présentateur allemand de télévision.